# Liste des monuments historiques du 16e arrondissement de Paris

Cet article recense les monuments historiques du 16e arrondissement de Paris, en France.

## Liste
| Monument                                                                          | Adresse | Coordonnées                      | Notice         | Protection     | Date         | Illustration                                                                      |
| --------------------------------------------------------------------------------- | --- | -------------------------------- | -------------- | -------------- | ------------ | --------------------------------------------------------------------------------- |
| Ambassade du Pérou                                                                | 50 avenue Kléber 2 rue Paul-Valéry                                                                                       | 48° 52′ 10″ nord, 2° 17′ 29″ est | « PA75160003 » | Inscrit        | 2004         | Ambassade du Pérou                                                                |
| Atelier du ferronnier Brandt                                                      | 101 boulevard Murat | 48° 50′ 23″ nord, 2° 15′ 24″ est | « PA00086662 » | Inscrit        | 1986         | Atelier du ferronnier Brandt                                                      |
| Atelier du sculpteur Quillivic                                                    | 73 boulevard de Montmorency                                                                                              | 48° 51′ 01″ nord, 2° 15′ 43″ est | « PA75160009 » | Inscrit        | 2016         | Atelier du sculpteur Quillivic                                                    |
| Boucherie Lamartine                                                               | 172 avenue Victor-Hugo                                                                                                   | 48° 51′ 58″ nord, 2° 16′ 37″ est | « PA00086663 » | Inscrit        | 1984         | Boucherie Lamartine                                                               |
| Boulangerie                                                                       | 53 rue de la Tour | 48° 51′ 39″ nord, 2° 16′ 48″ est | « PA00086664 » | Inscrit        | 1984         | Boulangerie                                                                       |
| Café-Bar                                                                          | 5 rue Mesnil | 48° 52′ 08″ nord, 2° 17′ 06″ est | « PA00086665 » | Inscrit        | 1984         | Café-Bar                                                                          |
| Caserne des pompiers                                                              | 8 rue Mesnil | 48° 52′ 07″ nord, 2° 17′ 04″ est | « PA00086666 » | Inscrit        | 1986         | Caserne des pompiers                                                              |
| Castel Béranger                                                                   | 12, 14 rue Jean-de-La-Fontaine hameau Béranger                                                                           | 48° 51′ 08″ nord, 2° 16′ 29″ est | « PA00086687 » | Classé         | 1992         | Castel Béranger                                                                   |
| Cinéma Ranelagh                                                                   | 5 rue des Vignes | 48° 51′ 16″ nord, 2° 16′ 40″ est | « PA00086712 » | Inscrit        | 1977         | Cinéma Ranelagh                                                                   |
| Cité de l'Argentine                                                               | 111 avenue Victor-Hugo                                                                                                   | 48° 52′ 06″ nord, 2° 17′ 00″ est | « PA75160012 » | Inscrit        | 2019         | Cité de l'Argentine                                                               |
| Lycée Saint-Louis-de-Gonzague                                                     | 12 rue Benjamin-Franklin                                                                                                 | 48° 51′ 34″ nord, 2° 17′ 08″ est | « PA00125449 » | Inscrit        | 1993         | Lycée Saint-Louis-de-Gonzague                                                     |
| Crèmerie                                                                          | 169 rue de la Pompe | 48° 52′ 13″ nord, 2° 16′ 58″ est | « PA00086667 » | Inscrit        | 1984         | Crèmerie                                                                          |
| Crèmerie                                                                          | 28 rue des Sablons | 48° 51′ 53″ nord, 2° 16′ 57″ est | « PA00086668 » | Inscrit        | 1984         | Crèmerie                                                                          |
| École Jean-Baptiste Say                                                           | 11bis rue d'Auteuil | 48° 50′ 50″ nord, 2° 16′ 02″ est | « PA00086669 » | Inscrit        | 1928         | École Jean-Baptiste Say                                                           |
| École du Sacré-Cœur                                                               | 11 avenue de la Frillière                                                                                                | 48° 50′ 26″ nord, 2° 15′ 38″ est | « PA00086670 » | Inscrit        | 1983         | École du Sacré-Cœur                                                               |
| Édicule Guimard de la station Boissière                                           | Avenue Kléber | 48° 52′ 01″ nord, 2° 17′ 25″ est | « PA00086695 » | Inscrit        | 2016         | Édicule Guimard de la station Boissière                                           |
| Édicule Guimard de la station Chardon-Lagache                                     | Rue Molitor rue Chardon-Lagache                                                                                          | 48° 50′ 42″ nord, 2° 15′ 59″ est | « PA00086696 » | Inscrit        | 2016         | Édicule Guimard de la station Chardon-Lagache                                     |
| Édicule Guimard de la station Église-d'Auteuil                                    | Rue d'Auteuil rue Chardon-Lagache                                                                                        | 48° 50′ 51″ nord, 2° 16′ 07″ est | « PA00086698 » | Inscrit        | 2016         | Édicule Guimard de la station Église-d'Auteuil                                    |
| Édicule Guimard de la station Kléber                                              | Avenue Kléber | 48° 52′ 18″ nord, 2° 17′ 37″ est | « PA00086699 » | Inscrit        | 2016         | Édicule Guimard de la station Kléber                                              |
| Édicule Guimard de la station Mirabeau                                            | Rue Mirabeau | 48° 50′ 51″ nord, 2° 16′ 24″ est | « PA00086700 » | Inscrit        | 2016         | Édicule Guimard de la station Mirabeau                                            |
| Édicule Guimard de la station Porte d'Auteuil                                     | Boulevard de Montmorency                                                                                                 | 48° 50′ 53″ nord, 2° 15′ 36″ est | « PA00086701 » | Inscrit        | 2016         | Édicule Guimard de la station Porte d'Auteuil                                     |
| Édicule Guimard de la station Porte Dauphine                                      | Avenue Foch avenue Bugeaud                                                                                               | 48° 52′ 20″ nord, 2° 16′ 37″ est | « PA00086697 » | Inscrit        | 2016         | Édicule Guimard de la station Porte Dauphine                                      |
| Édicule Guimard de la station Victor-Hugo                                         | Place Victor-Hugo avenue Victor-Hugo rue Léonard-de-Vinci                                                                | 48° 52′ 12″ nord, 2° 17′ 08″ est | « PA00086702 » | Inscrit        | 2016         | Édicule Guimard de la station Victor-Hugo                                         |
| Église orthodoxe grecque                                                          | 5, 7 rue Georges-Bizet                                                                                                   | 48° 52′ 00″ nord, 2° 17′ 55″ est | « PA00135368 » | Inscrit        | 1995         | Église orthodoxe grecque                                                          |
| Église Notre-Dame-d'Auteuil                                                       | place de l'Église-d'Auteuil                                                                                              | 48° 50′ 50″ nord, 2° 16′ 10″ est | « PA75160010 » | Inscrit        | 11 juin 2018 | Église Notre-Dame-d'Auteuil                                                       |
| Église Saint-Pierre-de-Chaillot                                                   | 31-33 avenue Marceau 24-26 rue de Chaillot                                                                               | 48° 52′ 04″ nord, 2° 17′ 54″ est | « PA75160007 » | Inscrit        | 2016         | Image manquante Téléverser                                                        |
| Fondation Thiers                                                                  | 5 place du Chancelier-Adenauer                                                                                           | 48° 52′ 15″ nord, 2° 16′ 44″ est | « PA00086681 » | Inscrit        | 1980         | Fondation Thiers                                                                  |
| Hôtel                                                                             | 16 rue de la Faisanderie                                                                                                 | 48° 52′ 13″ nord, 2° 16′ 36″ est | « PA00086678 » | Inscrit        | 1976         | Hôtel                                                                             |
| Hôtel                                                                             | 5 place d'Iéna | 48° 51′ 52″ nord, 2° 17′ 35″ est | « PA00086677 » | Inscrit        | 1975         | Hôtel                                                                             |
| Hôtel particulier de Roland Bonaparte (aujourd'hui Shangri-La Hotel Paris)        | 10 avenue d'Iéna 10 rue Fresnel                                                                                          | 48° 51′ 49″ nord, 2° 17′ 35″ est | « PA75160005 » | Inscrit        | 2009         | Hôtel particulier de Roland Bonaparte (aujourd'hui Shangri-La Hotel Paris)        |
| Hôtel Guadet                                                                      | 95 boulevard Murat | 48° 50′ 25″ nord, 2° 15′ 23″ est | « PA00086671 » | Inscrit        | 1966         | Hôtel Guadet                                                                      |
| Hôtel Guimard                                                                     | 122 avenue Mozart | 48° 50′ 59″ nord, 2° 15′ 59″ est | « PA00086680 » | Classé         | 1964         | Hôtel Guimard                                                                     |
| Hôtel Jassedé                                                                     | 41 rue Chardon-Lagache                                                                                                   | 48° 50′ 36″ nord, 2° 15′ 56″ est | « PA00086672 » | Inscrit        | 1980         | Hôtel Jassedé                                                                     |
| Hôtel Le Vavasseur                                                                | 21 rue Boissière | 48° 51′ 58″ nord, 2° 17′ 30″ est | « PA00086673 » | Inscrit        | 1977         | Hôtel Le Vavasseur                                                                |
| Hôtel Mezzara                                                                     | 60 rue Jean-de-La-Fontaine                                                                                               | 48° 51′ 02″ nord, 2° 16′ 15″ est | « PA00086674 » | Classé         | 2016         | Hôtel Mezzara                                                                     |
| Hôtel de Monpelas                                                                 | 19 avenue Foch | 48° 52′ 21″ nord, 2° 17′ 22″ est | « PA00086675 » | Inscrit        | 1979         | Hôtel de Monpelas                                                                 |
| Hôtel Pauilhac                                                                    | 59 avenue Raymond-Poincaré                                                                                               | 48° 52′ 03″ nord, 2° 17′ 09″ est | « PA00086714 » | Inscrit        | 1990         | Hôtel Pauilhac                                                                    |
| Hôtel Véron                                                                       | 16, 18 rue d'Auteuil | 48° 50′ 51″ nord, 2° 16′ 03″ est | « PA00086676 » | Inscrit        | 1980         | Hôtel Véron                                                                       |
| Immeuble, ancien hôtel particulier, actuelle bibliothèque de l'Institut Cervantes | 11, avenue Marceau | 48° 51′ 58″ nord, 2° 17′ 57″ est | « PA75160006 » | Inscrit        | 2012         | Immeuble, ancien hôtel particulier, actuelle bibliothèque de l'Institut Cervantes |
| Immeuble Studio Building                                                          | 65 rue Jean-de-La-Fontaine                                                                                               | 48° 50′ 57″ nord, 2° 16′ 03″ est | « PA00086688 » | Inscrit        | 1975         | Immeuble Studio Building                                                          |
| Immeuble                                                                          | 17 rue Benjamin-Franklin 1 rue Scheffer                                                                                  | 48° 51′ 36″ nord, 2° 17′ 07″ est | « PA00086684 » | Inscrit        | 1986         | Immeuble                                                                          |
| Immeuble                                                                          | 25bis rue Benjamin-Franklin                                                                                              | 48° 52′ 09″ nord, 2° 17′ 10″ est | « PA00086685 » | Inscrit        | 1966         | Immeuble                                                                          |
| Immeubles                                                                         | 1bis, 3, 4, 5, 6, 7, 10, 12 rue Mallet-Stevens 9 rue du Docteur-Blanche                                                  | 48° 51′ 17″ nord, 2° 15′ 59″ est | « PA00086679 » | Inscrit        | 2000         | Immeubles                                                                         |
| Immeuble                                                                          | 27 avenue Georges-Mandel                                                                                                 | 48° 51′ 47″ nord, 2° 16′ 57″ est | « PA00086715 » | Inscrit        | 1992         | Immeuble                                                                          |
| Immeuble                                                                          | 25 rue de la Pompe | 48° 51′ 37″ nord, 2° 16′ 30″ est | « PA00086689 » | Inscrit        | 1984         | Immeuble                                                                          |
| Immeuble                                                                          | 51-55 rue Raynouard 38 rue Berton                                                                                        | 48° 51′ 18″ nord, 2° 16′ 49″ est | « PA75160001 » | Classé         | 1996         | Immeuble                                                                          |
| Immeuble                                                                          | 25 avenue de Versailles                                                                                                  | 48° 50′ 59″ nord, 2° 16′ 35″ est | « PA00135369 » | Inscrit        | 1995         | Immeuble                                                                          |
| Immeubles Agar                                                                    | 43 rue Gros 17 à 21 rue Jean-de-La-Fontaine 8, 10 rue Agar                                                               | 48° 51′ 06″ nord, 2° 16′ 26″ est | « PA00086686 » | Inscrit        | 1975         | Immeubles Agar                                                                    |
| Immeuble Les Chardons                                                             | 9 rue Claude-Chahu 2 rue Eugène-Manuel                                                                                   | 48° 51′ 32″ nord, 2° 16′ 56″ est | « PA00086682 » | Inscrit        | 1986         | Immeuble Les Chardons                                                             |
| Immeuble Jassedé                                                                  | 142 avenue de Versailles 1 rue Lancret                                                                                   | 48° 50′ 30″ nord, 2° 16′ 00″ est | « PA00086690 » | Inscrit        | 1984         | Immeuble Jassedé                                                                  |
| Immeubles Walter                                                                  | nos 2 à 10 boulevard Suchet nos 1 à 9 avenue du Maréchal-Maunoury nos 2-4 rue Ernest-Hébert nos 1 et 3 place de Colombie | 48° 51′ 43″ nord, 2° 16′ 00″ est | « PA75160004 » | Inscrit        | 2006         | Immeubles Walter                                                                  |
| Isbas de la Villa de Beauséjour                                                   | 3ter et 6 villa de Beauséjour 11bis boulevard de Beauséjour                                                              | 48° 51′ 27″ nord, 2° 16′ 19″ est | « PA00086717 » | Inscrit        | 1992         | Isbas de la Villa de Beauséjour                                                   |
| Jardin des serres d'Auteuil                                                       | 3 avenue de la Porte-d'Auteuil boulevard d'Auteuil avenue du Général-Sarrail avenue Gordon-Bennett                       | 48° 50′ 52″ nord, 2° 15′ 08″ est | « PA75160002 » | Inscrit        | 1998         | Jardin des serres d'Auteuil                                                       |
| Laboratoire d'aérodynamisme de Gustave Eiffel                                     | 67 rue Boileau 22 rue de Musset                                                                                          | 48° 50′ 32″ nord, 2° 15′ 47″ est | « PA00086691 » | Classé         | 1984         | Laboratoire d'aérodynamisme de Gustave Eiffel                                     |
| Maison-atelier des sculpteurs Martel                                              | 10 rue Mallet-Stevens | 48° 51′ 18″ nord, 2° 15′ 58″ est | « PA00086692 » | Classé         | 1990         | Maison-atelier des sculpteurs Martel                                              |
| Monument d'Aguesseau                                                              | Place de l'Église-d'Auteuil                                                                                              | 48° 50′ 51″ nord, 2° 16′ 07″ est | « PA00086703 » | Inscrit        | 1929         | Monument d'Aguesseau                                                              |
| Musée de Balzac                                                                   | 24 rue Berton rue Raynouard                                                                                              | 48° 51′ 19″ nord, 2° 16′ 51″ est | « PA00086709 » | Classé         | 1913         | Musée de Balzac                                                                   |
| Musée Clemenceau                                                                  | 8 rue Benjamin-Franklin                                                                                                  | 48° 51′ 33″ nord, 2° 17′ 07″ est | « PA00086683 » | Classé         | 1955         | Musée Clemenceau                                                                  |
| Musée d'Ennery                                                                    | 59 avenue Foch | 48° 52′ 18″ nord, 2° 16′ 53″ est | « PA00086704 » | Inscrit        | 1979         | Musée d'Ennery                                                                    |
| Musée Guimet                                                                      | 6 place d'Iéna | 48° 51′ 54″ nord, 2° 17′ 37″ est | « PA00086705 » | Inscrit        | 1979         | Musée Guimet                                                                      |
| Palais de Chaillot                                                                | Place du Trocadéro-et-du-11-Novembre avenue du Président-Wilson avenue Albert-de-Mun rue Benjamin-Franklin               | 48° 51′ 45″ nord, 2° 17′ 16″ est | « PA00086706 » | Classé         | 1980         | Palais de Chaillot                                                                |
| Palais d'Iéna                                                                     | 1 avenue d'Iéna place d'Iéna                                                                                             | 48° 51′ 51″ nord, 2° 17′ 33″ est | « PA00086707 » | Classé Inscrit | 1993 2014    | Palais d'Iéna                                                                     |
| Pavillon                                                                          | 12 avenue des Tilleuls rue Pierre-Guérin                                                                                 | 48° 51′ 03″ nord, 2° 15′ 50″ est | « PA00086710 » | Inscrit        | 1980         | Pavillon                                                                          |
| Château de Bagatelle                                                              | Bois de Boulogne | 48° 52′ 18″ nord, 2° 14′ 50″ est | « PA00086708 » | Classé         | 1978         | Château de Bagatelle                                                              |
| Piscine Molitor                                                                   | 1 à 5 boulevard d'Auteuil rue Nungesser-et-Coli 2 à 14 avenue de la Porte-Molitor                                        | 48° 50′ 43″ nord, 2° 15′ 15″ est | « PA00086713 » | Inscrit        | 1990         | Piscine Molitor                                                                   |
| Place de la Porte-de-Saint-Cloud                                                  | place de la Porte-de-Saint-Cloud                                                                                         | 48° 50′ 16″ nord, 2° 15′ 25″ est | « PA75160008 » | Inscrit        | 2016         | Place de la Porte-de-Saint-Cloud                                                  |
| Restaurant Prunier                                                                | 16 avenue Victor-Hugo 1 rue de Traktir                                                                                   | 48° 52′ 21″ nord, 2° 17′ 30″ est | « PA00086711 » | Inscrit        | 1989         | Restaurant Prunier                                                                |
| Sous-station Auteuil                                                              | 2bis rue Michel-Ange | 48° 50′ 51″ nord, 2° 15′ 49″ est | « PA00086716 » | Inscrit        | 1992         | Sous-station Auteuil                                                              |
| Usine des eaux d'Auteuil                                                          | 75-93 avenue de Versailles 74 quai Louis-Blériot                                                                         | 48° 50′ 46″ nord, 2° 16′ 22″ est | « PA75160013 » | Inscrit        | 2020         | Usine des eaux d'Auteuil                                                          |
| Maison Jeanneret                                                                  | 8 square du Docteur-Blanche 55 rue du Docteur-Blanche                                                                    | 48° 51′ 07″ nord, 2° 15′ 55″ est | « PA00086693 » | Classé         | 1996         | Maison Jeanneret                                                                  |
| Maison de la radio                                                                | avenue du Président-Kennedy                                                                                              | 48° 51′ 09″ nord, 2° 16′ 41″ est | « PA75160011 » | Inscrit        | 26 mars 2018 | Maison de la radio                                                                |
| Maison La Roche                                                                   | 10 Square du Docteur-Blanche 55 rue du Docteur-Blanche                                                                   | 48° 51′ 07″ nord, 2° 15′ 56″ est | « PA00086694 » | Classé         | 1996         | Maison La Roche                                                                   |